# Teenage Mutant Ninja Turtles (animatieserie, 1987)
Teenage Mutant Ninja Turtles (ook bekend als 'Teenage Mutant Hero Turtles') is een Amerikaanse animatieserie geproduceerd door Murakami-Wolf-Swenson Film Productions Inc. De serie was gebaseerd op de Teenage Mutant Ninja Turtles strips van Kevin Eastman en Peter Laird, en debuteerde op 10 december 1987. Op 8 september 1990 verhuisde de serie naar het CBS zaterdagochtendprogramma, alwaar ze in blokken van 60 minuten werd uitgezonden tot 2 november 1996.
De serie was duidelijk gericht op een jong publiek en verschilde dan ook sterk van de strips. De duistere gewelddadige ondertoon uit de strips werd weggelaten en vervangen door een meer humoristische benadering. De serie maakte de personages echter bekend bij een zeer groot publiek, en werd een van de meest populaire animatieseries ooit. De serie bracht een hoop merchandising voort zoals speelgoed en voedselproducten. Ook produceerde het bedrijf Archie Comics een stripserie gebaseerd op de animatieserie.

## Verhaallijn
Het verhaal van de animatieserie is duidelijk anders dan dat in de originele strips van Mirage Studios, waarschijnlijk om de serie geschikter te maken voor het doelpubliek. In deze versie van de TMNT was Splinter oorspronkelijk een mens; de ninjameester Hamato Yoshi. Yoshi was verbannen uit de Foot Clan in Japan nadat zijn rivaal, Oroku Saki, hem had laten beschuldigen van een poging tot moord op hun sensei. Yoshi vluchtte naar New York waar hij gedwongen was in de riolen te gaan wonen.
Wonend in de riolen had hij alleen ratten als vrienden. Op een dag vond hij vier schildpadden die per ongeluk in het riool waren beland. Toen Yoshi een keer terugkeerde van zijn verkenning door New York vond hij de schildpadden bedekt met een vreemd groen slijm. Dit veranderde hen in een kruising tussen wat ze oorspronkelijk waren, en een levensvorm waarmee ze recentelijk in contact waren gekomen. De turtles waren in contact gekomen met Yoshi en veranderden zo in mensachtige schildpadden. Yoshi was recentelijk in contact gekomen met een rat en veranderde in een mensachtige rat. Hierna nam hij het pseudoniem Splinter aan. Dit, en de versie van Archie Comics, zijn de enige incarnaties van de TMNT waarin Splinter en Yoshi een en dezelfde zijn. Dit is ook de enige incarnatie waarin de Turtles al direct na hun mutatie volledig volgroeid zijn, terwijl ze in alle andere incarnaties na hun transformatie nog kinderen zijn en door Splinter worden opgevoed.
Yoshi adopteerde de vier schildpadden als zijn zonen en leerde ze de kunst van ninjitsu. Hij vernoemde ze naar zijn favoriete kunstenaars uit de renaissance: Leonardo da Vinci, Donato di Niccolò di Betto Bardi (Donatello), Raffaello Sanzio (Raphael), en Michelangelo Buonarroti. In de meeste versies gebruiken de Turtles onderling bijnamen als Leo, Donnie, Raph en Mikey, maar in deze versie noemen ze elkaar ook bij hun volledige naam.
Ondertussen had Oroku Saki Japan verlaten en Yoshi opgespoord in New York, waar hij hem voorgoed uit de weg wilde ruimen. Hij sloot een deal met Krang, een buitenaardse krijgsheer. Hij nam een nieuwe identiteit aan als "The Shredder".
Het werd als snel duidelijk in het eerste seizoen dat het mutageenslijm dat de Turtles en Splinter had veranderd tot hun huidige vorm in het riool was gegooid door Shredder. Hij dacht namelijk dat het dodelijk gif was en wilde op die manier Yoshi uit de weg ruimen. De Turtles wilden hun meester wreken voor hoe hij onteerd was door Shredder. Ze wilden Shredder dwingen Splinter weer in een mens te veranderen. Hierdoor bemoeiden ze zich voortdurend met Shredders criminele bezigheden. Ze namen al snel de taak van vigilante misdaadbestrijders op zich. In de eerste paar seizoenen leken de Turtles continu bezig te zijn met hun bestaan te verbergen voor de buitenwereld. Dit werd steeds minder en tegen het einde van de serie wisten de meeste inwoners van New York van hun bestaan af.
Shredder en Krang werden in hun pogingen de Turtles te vernietigen steeds gewelddadiger. Ze probeerden ook de wereld te veroveren door de Technodrome (Krangs mobiele fort) naar de oppervlakte te brengen. In seizoen acht wisten de Turtles beide te verbannen naar Dimensie X. Daar vernietigden ze de motoren van de Technodrome zodat de twee nooit meer terug konden keren naar de Aarde.
Voor de laatste twee seizoenen sloeg de serie een compleet nieuwe richting in. De animatie werd duisterder en kwam meer in de buurt van de originele stripserie. Ook het introlied veranderde. Een nieuwe schurk genaamd Lord Dregg, een buitenaardse krijgsheer, werd geïntroduceerd als de nieuwe hoofdvijand van de Turtles. In de laatste aflevering werd ook hij in Dimensie X opgesloten.

## Invloed
Hoewel het verhaal zeer sterk afweek van de stripserie, en de animatieserie ook nooit werd beschouwd als onderdeel van de officiële TMNT-continuïteit, was de serie de meest populaire incarnatie van de TMNT. Door de serie werden de Turtles wereldwijd bekend en kregen ze een cultstatus bij veel fans. De serie werd 9 jaar lang geproduceerd en was ook lang nadat de productie werd stilgelegd populair.
De serie introduceerde veel van de catchphrases van de Turtles zoals "Cowabunga!", "Turtles fight with honor!" en "Turtle Power!". Ook introduceerde de animatieserie de traditie om elke turtle een andere kleur bandana te geven. Tot die tijd droegen de Turtles in de strips allemaal een rode bandana. De animatieserie was zo’n prominent deel van de Ninja Turtles dat veel mensen deze serie nog altijd als de definitieve versie zien.

## Personages

### Hoofdpersonages
Dit zijn de hoofdpersonages die in vrijwel elke aflevering meedoen. Echter, na het achtste seizoen werden veel van de hoofdpersonages behalve de Turtles, April en Splinter uit de serie geschreven.
- De Teenage Mutant Ninja Turtles: de helden van de serie. Vier antropomorfe schildpadden die van Splinter de vechtkunst van de ninja’s leerden. In Europa stonden ze echter meer bekend als de Teenage Mutant Hero Turtles.
  - Leonardo: de Turtle met de blauwe bandana. Vecht met twee katanazwaarden. Is de meest serieuze van het team en min of meer de groepsleider. Stem werd gedaan door Cam Clarke.
  - Donatello: de Turtle met de paarse bandana. Vecht met een bo. Is geïnteresseerd in wetenschap en werkt continu aan allerlei apparaten. Stem gedaan door Barry Gordon en in sommige Seizoen 3 afleveringen door Greg Berg.
  - Raphael: de Turtle met de rode bandana. Vecht met twee sai. Hij is sarcastisch en raakt snel geïrriteerd. Stem werd gedaan door Rob Paulsen, en in seizoen 10 door Michael Gough.
  - Michaelangelo: de Turtle met de oranje bandana. Vecht met twee Nunchucks. Is een absolute pizzafanaat (nog meer dan zijn broers) en de meest ontspannen van de groep. Praat vaak met een surferstaaltje. Stem werd gedaan door Townsend Coleman.

- Hamato Yoshi/Master Splinter: een serieuze en wijze ninjameester. Hij was het die de Turtles hun vechttechnieken leerde. Stem werd gedaan door Peter Renaday.

- April O'Neil: tv-journaliste van Channel 6die de Turtles per ongeluk ontdekte in hun huis in de riolen. Al vanaf seizoen 1 is ze een helper van de TMNT. Stem werd gedaan door Renae Jacobs.

- Oroku Saki/Shredder: de aartsvijand van de Turtles en Splinter. Hij draagt een pak met metalen zwaarden, een cape en metalen helm en masker. Hoewel Shredder in alle andere incarnaties vaak de hoofdvijand is, werkt hij hier voor Krang. Zijn stem werd gedaan door James Avery, maar van 1994 tot 1996 door William Martin.

- Krang: een alien uit Dimensie X. Hij is een krijgsheer. Hij gebruikt meestal een robotlichaam omdat hij zelf vrijwel geen lichaam heeft. Hij is tevens de bevelhebber over de Technodrome, het mobiele fort dat ook af en toe door Shredder wordt gebruikt. Krang is duidelijk gebaseerd op de "Utroms" uit de strips. Zijn stem werd gedaan door Pat Fraley.

- Bebop en Rocksteady: voormalige leden van een straatbende. Werden door Shredder gemuteerd tot zijn persoonlijke helpers. Ze zijn nu een antropomorfe knobbelzwijn en neushoorn. Vormen de vrolijke noot van de serie met hun eeuwige stommiteiten. Stemmen werden gedaan door Barry Gordon en Cam Clarke.

- Foot Soldiers: de ninja's geleid door Shredder. De meeste van hen zijn robots.

- Rock Soldiers: Krangs soldaten in Dimensie X.

- Irma Langinstein: een journaliste van Channel 6 en Aprils vriendin. Stem werd gedaan door Jennifer Darling.

- Vernon Fenwick: een egoïstische maar lafhartige journalist en Aprils rivaal. Hij haat de turtles en publiceert altijd negatief nieuws over hen. Stem werd gedaan door Peter Renaday.

- Burne Thompson: nieuwsproducer en de baas van April, Vernon en Irma. Net als Vernon haat hij de Turtles. Met zijn eeuwige pogingen om altijd maar negatief nieuws over ze te verspreiden is hij gelijk aan J. Jonah Jameson van Spider-Man. Zijn stem werd gedaan door Pat Fraley.

- Carter: geïntroduceerd in seizoen 9. Hij kwam naar New York om in de leer te gaan bij Splinter. Hij werd ook blootgesteld aan het mutageen en veranderde daardoor continu heen en weer tussen zijn menselijke en gemuteerde vorm, totdat Donatello dit wist op te heffen. Zijn stem werd gedaan door Bumper Robinson.

- Lord Dregg: de Turtles' hoofdvijand vanaf seizoen 9. Veel fans mochten hem niet. Een van de redenen was dat zijn naam en persoonlijkheid sterk leken op Lord Zedd van Mighty Morphin Power Rangers. Zijn stem werd gedaan door Tony Jay.

- HiTech: Lord Dreggs voormalige rechterhand, totdat hij in seizoen 10 werd verraden door Lord Dregg zelf. Stem werd gedaan door Cam Clarke.

- Mung: Lord Dreggs nieuwe rechterhand sinds de aflevering "The Return Of Dregg". Stem werd gedaan door Cam Clarke.

- TechnoGangsters: Lord Dreggs soldaten.

### Terugkerende personages
Dit zijn personages die geregeld opduiken in de serie, en in meer dan 1 aflevering een belangrijke rol spelen bij de plot van die aflevering. Zij die het meest optreden, staan eerst.
- Casey Jones: een vigilante, en ook een vriend van de Turtles. Casey draagt altijd een ijshockeymasker (wat hij tijdens de serie nooit afzet) en gebruikt een groot arsenaal aan onorthodoxe wapens zoals honkbalknuppels en golfclubs. Deze versie van Casey Jones parodieert in feite het Dirty Harry personage en is behoorlijk psychopathisch. Zijn stem werd gedaan door Pat Fraley.

- Dr. Baxter Stockman: een blanke (in tegenstelling tot de Mirage strips waarin hij een zwarte is) gestoorde wetenschapper die de Shredder in de eerste twee seizoenen helpt. Daarna veranderde hij in een antropomorfe vlieg door een mislukt experiment. Hij gaf de Shredder de schuld van dit ongeluk en wilde daarna wraak nemen op hem. Het grootste deel van de serie zat hij opgesloten in een scheur tussen Aarde en Dimensie X. Zijn stem werd gedaan door Pat Fraley.

- The Rat King: een menselijke inwoner van de riolen met de gave met ratten te praten. Hij hypnotiseerde ook een keer Splinter om de Turtles aan te vallen. Ongewoon aan deze versie van Rat King is dat niet duidelijk is aan wiens kant hij nu werkelijk staat. Zijn stem werd gedaan door Townsend Coleman.

- Leatherhead: een gemuteerde krokodil met een Cajun-accent. In sommige afleveringen is hij de hoofdvijand van de Punk Frogs. Staat bekend om catchphrases als “by gumbo”, “I guarantee” en “you betcha”. Stem werd gedaan door Jim Cummings.

- Usagi Yojimbo: een Samoerai-konijn uit het oude Japan van een alternatief universum. Hij is afkomstig uit een stripserie gemaakt door Stan Sakai. Zijn stem werd gedaan door Townsend Coleman.

- General Traag: generaal van Krangs leger uit Dimensie X. Zijn stem werd gedaan door Peter Renaday.

- Slash: Bebops huisdierschildpad die door hem en Rocksteady werd veranderd in een antropomorfe vorm. Hij bleek nog dommer dan zijn twee meesters. Zijn stem werd gedaan door Pat Fraley.

- The Punk Frogs: vier antropomorfe kikkers en de tegenhangers van de Turtles. Werden gemaakt en getraind door Shredder. Ze werden later door de Turtles gered van de autoriteiten en keerden zich tegen Shredder. Shredder noemde hen elk naar historische schurken/krijgsheren:
  - Attila the Frog: vernoemd naar Attila de Hun, gewapend met een knots. Stem gedaan door Cam Clarke.
  - Genghis Frog: vernoemd naar Genghis Khan, gewapend met een bijl. Stem gedaan door Jim Cummings.
  - Napoleon Bonafrog: vernoemd naar Napoleon Bonaparte, gewapend met een zweep. Stem gedaan door Pat Fraley.
  - Rasputin the Mad Frog: vernoemd naar Raspoetin de Gekke Monnik, gewapend met een pijl-en-boog. Stem gedaan door Cam Clarke.

- Neutrinos: collegestudenten uit de jaren 1950 met vliegende auto’s genaamd Starmobiles. Komen uit Dimensie X. Zijn bondgenoten van de Turtles. Kala, het enige vrouwelijke lid van de groep, had zelfs een oogje op Michelangelo. De leden en hun stemacteurs zijn:
  - Zak: Pat Fraley.
  - Kala: Tress MacNeille.
  - Dask: Thom Pinto.
  - Zenter: Rob Paulsen.
  - Grizzla: Jennifer Darling.
  - Tribble: Tress MacNeille.

- Zach: een jongen van een jaar of 12 en een fan van de Turtles. De Turtles refereren vaak aan hem als “de vijfde Turtle”. Zijn stem werd gedaan door Rob Paulsen.

- Walt: Zachs grote broer. Stem werd gedaan door Nicholas Omana.

- Lotus Blossom: Een vrouwelijke ninja ingehuurd door Krang om de Turtles te vernietigen. Ze probeerde Leonardo tot haar partner te maken. Stem werd gedaan door Renae Jacobs.

- Metalhead: gebouwd door Krang. Metalhead was een gerobotiseerde Ninja Turtle wiens programmering de persoonlijkheden van alle Turtles bevatte. Hij werd geherprogerammeerd door de Turtles en werkte daarna samen met hen. Zijn verschillende stemmen werden gedaan door Dorian Harewood, Townsend Coleman, Rob Paulsen, Barry Gordon, Cam Clarke, Pat Fraley en Renae Jacobs.

- H.A.V.O.C. (Highly Advanced Variety Of Creatures): een organisatie die mutanten maakt, maar doet alsof ze hen beschermen. De Turtles vochten in een aantal afleveringen van seizoen 8 tegen deze groep.
  - Titanus: de leider van H.A.V.O.C.
  - Raptor
  - Overdrive
  - Highbeam
  - Magma
  - Seizure

- Pinky McFingers: lokale misdaadbaas. Verscheen voor het eerst in seizoen 4. Stem werd gedaan door Peter Renaday.

- Fripp the Polarisoid: een alien van de planeet Polaris. Stem werd gedaan door Tony Pope.

- Big Louie: een misdaadbaas die de maffia leidt. Werkt soms samen met Shredder.

- Brick Bradley/Bugman: Michaelangelo’s stripboekheld die tot leven kwam. Hij is half mens, half insect. Bugman is een parodie op Spider-Man. Zijn enige zwakke plek is het metaal Leestanite, vernoemd naar Stan Lee. Zijn stem werd gedaan door Dan Gilvezan.

- Don Turtelli: een lokale misdaadleider en een parodie op The Godfather. Zijn stem werd gedaan door Peter Renaday.

- Rex-1: een experimentele robot gebouwd door de autoriteiten van New York om de menselijke politieagenten te vervangen. Shredder stal de bouwplannen om zijn eigen robotleger te maken.

## Voertuigen en gadgets

### Voertuigen
- Turtle Van (alias Party Wagon): een bestelbusje dat oorspronkelijk van Baxter Stockman was. Donatello verbeterde het busje met andere apparaten van Stockmans lab, waaronder monitoren en raketten. De Turtle Van is de Turtles’ primaire transportvoertuig.

- Turtle Blimp: een blimp gemaakt door Donatello aan het einde van seizoen 1. De blimp heeft het Turtlelogo duidelijk zichtbaar op de zijkant.

- Cheap Skates: Donatello maakte vier skateboards in seizoen 2 met propellers aan de achterkant.

- Turtle Bike: een motorfiets met zijspan, vaak bestuurd door Leonardo.

### Gadgets
- Turtle Comm: de Turtles' primaire communicatiemiddelen. Zijn draagbare radio’s/telefoons in vorm van een schildpadschild. De Turtles, Splinter en April hebben er een. Zach krijgt er later ook een.

- Retro catapult: geïntroduceerd in seizoen 3.

- Portable portal generator: ook geïntroduceerd in seizoen 3.

## Status van de serie
Momenteel wordt de animatieserie nergens in de Verenigde Staten nog uitgezonden. Er is een aflevering die nooit is getoond in Amerika sinds de serie eindigde. Mirage Studios bezit niet de rechten van de serie, maar wel 1/3 van de rechten van de tweede animatieserie.
Veel van de afleveringen werden uitgebracht op VHS tussen 1988 en 1996 door Family Home Entertainment.

## Engelse dvd-uitgaven
De serie werd oorspronkelijk uitgebracht in de Verenigde Staten op losse dvd's, met op elke dvd 9 – 13 afleveringen volgens productievolgorde. Alleen de eerste dvd bevatte ook een bonusaflevering van het laatste seizoen. Na zes van dit soort dvd's werd bekendgemaakt dat de rest van de serie per seizoen zou worden uitgebracht, te beginnen met seizoen 4.

## Tijdschrift
Het Teenage Mutant Ninja Turtles Magazine was een tijdschrift gebaseerd op de serie, en gericht op kinderen. Het tijdschrift werd uitgebracht door Welsh Publishing Group, Inc tijdens het hoogtepunt van de series populariteit.
Het tijdschrift bevatte kindvriendelijke artikelen over de Teenage Mutant Ninja Turtles en informatie over Mirage Studios zoals de tekenaars en schrijvers die daar werkten. Ook bevatte elk deel een poster.

## Fouten
De turtles worden vaak in de serie amfibieën genoemd, maar schildpadden zijn in werkelijkheid reptielen. Soms gebeurde het ook dat een Turtle een verkeerde kleur bandana droeg.

## Imitaties
De populariteit van de serie leverde een hoop andere series op die probeerden de Turtles te imiteren en mee te liften op het succes. Voorbeelden hiervan zijn Battletoads, Cheetahmen, Wild West Cowboys of Moo Mesa, Stone Protectors, Street Sharks, en Biker Mice from Mars.

## Nederland
Voor de VHS-uitgaven van deze serie werden in de jaren 90 verschillende afleveringen uit het tweede seizoen nagesynchroniseerd. Hiervoor werd de gecensureerde Teenage Mutant Hero Turtles versie gebruikt. De afleveringen zijn nooit in het Nederlands op tv uitgezonden. Er zijn ook VHS-uitgaven geweest met de originele Engelse stemmen en Nederlandse ondertiteling.
De Nederlandse stemmen werden verzorgd door:
Leonardo - Fred Butter
Donatello - Olaf Wijnants
Raphael - Edward Reekers
Michelangelo - Kas van Iersel
April O'Neill - Angélique de Boer
Krang - Hero Muller
Baxter Stockman - Reinder van der Naalt

### VHS-uitgaven
- Teenage Mutant Hero Turtles - 1 - Gepansterde Helden / Opkomst van de "Shredder"
- Teenage Mutant Hero Turtles – 2 – Doldrieste Tieners van Dimension X / Ratten, ratten en nog eens ratten
- Teenage Mutant Hero Turtles - 3 – De "Shredder" overwonnen / De "Shredder" is terug
- Teenage Mutant Hero Turtles - 4 – Gepansterde Minihelden / Mysterie vanuit het riool
- Teenage Mutant Hero Turtles - 5 - Een Gemene Vechtersbaas / De Vloek van het Boze Oog
- Teenage Mutant Hero Turtles – 6 – De Grote Slag om de Pizza’s / Opkomst van de Vlieg
- Teenage Mutant Hero Turtles – 7 – De Beslissende Strijd / De Held van New York
- Teenage Mutant Hero Turtles – 8 – Dimensie X en haar tieners / Onze helden zijn niet voor de poes
- Teenage Mutant Hero Turtles - Het moerasmonster / Fantasie of werkelijkheid
- Teenage Mutant Hero Turtles - Terug van weggeweest / De Turtles slaan van zich af
- Teenage Mutant Hero Turtles - De Opzienbarende Turtle Power